# Ladislau de Losoncz
Ladislau de Losoncz (în maghiară Losonci László) a fost voievod al Transilvaniei între anii 1376-1391.